# Габріель Рукавина
Габріель Рукавина (хорв. Gabriel Rukavina, нар. 16 січня 2004, Загреб) — хорватський футболіст, нападник клубу «Рієка» та юнацької збірної Хорватії.
Виступав також за клуб «Динамо» (Загреб).
Дворазовий чемпіон Хорватії. Володар Кубка Хорватії.

## Клубна кар'єра
Народився 16 січня 2004 року в місті Загреб. Вихованець футбольної школи клубу «Динамо» (Загреб).
У дорослому футболі дебютував 2021 року виступами за команду «Динамо-2» (Загреб), у якій провів один сезон, взявши участь у 27 матчах чемпіонату. 
Своєю грою за цю команду привернув увагу представників тренерського штабу клубу «Динамо» (Загреб), до складу якого приєднався 2022 року. Відіграв за «динамівців» наступні два сезони своєї ігрової кар'єри.
Протягом 2024 року захищав кольори клубу «Гориця» (Велика Гориця).
До складу клубу «Рієка» приєднався 2024 року. Станом на 12 червня 2025 року відіграв за команду з Рієки 31 матч у національному чемпіонаті.

## Виступи за збірні
У 2020 році дебютував у складі юнацької збірної Хорватії (U-16), загалом на юнацькому рівні взяв участь у 33 іграх, відзначившись 6 забитими голами.

## Титули і досягнення
- Чемпіон Хорватії (2):

«Динамо» (Загреб): 2022-2023
«Рієка»: 2024-2025
- Володар Кубка Хорватії (1):

«Рієка»: 2024-2025